# Motion Picture Association
La Motion Picture Association (MPA; fundada en 1922 como Motion Picture Producers and Distributors of America (MPPDA) y conocida como la Motion Picture Association of America (MPAA) desde 1945 hasta 2019) es una asociación industrial fundada en 1922. Es una organización sin ánimo de lucro con sede en los Estados Unidos, que se constituyó para velar por los intereses de los estudios cinematográficos. Una de sus labores iniciales fue la de instituir el Código Hays, un acuerdo por el cual los contenidos y la forma de las películas de Hollywood deberían contener una serie de valores y normas acordes con el modo de vida estadounidense. En un principio estos valores eran de carácter progresista: antibelicismo, protección de las clases bajas, denuncia de los abusos de los poderosos, etc. Esto tuvo mucho que ver con el crack del 1929 y la subsiguiente crisis económica que asoló los EE. UU. hasta el fin de la Segunda Guerra Mundial. Posteriormente, con el advenimiento del Macartismo, la caza de brujas de Hollywood, se generó una ola de conservadurismo en la producción de Hollywood que duró hasta el advenimiento del llamado "cine independiente estadounidense". 
Sus miembros son los cinco mayores estudios de Hollywood: Paramount Pictures (Paramount Global), Sony Pictures (Sony), Universal Pictures (Comcast), Walt Disney Studios (The Walt Disney Company) y Warner Bros. (Warner Bros. Discovery). Recientemente se le ha añadido la productora de series para televisión y streaming Netflix, creada en 1997. La MPA realiza la conocida y más aplicada clasificación por edades de películas, de acuerdo al contenido de las mismas.

## Sistema de clasificación
| Símbolo de clasificación | Significado |
| ------------------------ | --- |
| G rating symbol          | G – General Audiences (audiencias generales) Todas las edades admitidas. Esta clasificación es más notable ya que no incluye: sexo y/o desnudez, abuso de sustancias nocivas o violencia realista. |
| PG- rating symbol        | PG – Parental Guidance Suggested (guía parental sugerida) El contenido puede no ser apto para niños, Se sugiere guía paterna. La película puede tener lenguaje brevemente moderado y cierta violencia, pero no uso de sustancias nocivas o abuso físico. Podría no ser apto para niños menores a corta edad.                        |
| PG-13 rating symbol      | PG-13 – Parents Strongly Cautioned (precaución de los padres estrictos) El contenido puede no ser apto para niños menores de 13 años. Cualquier desnudo no debe tener un propósito sexual, y cualquier palabra soez debe usarse con moderación. La violencia puede ser intensa, pero exangüe. Requiere la precaución de los padres. |
| R rating symbol          | R – Restricted (restringido) Menores de 17 años requieren compañía de un padre o tutor adulto. Esta clasificación se otorga por lenguaje y/o violencia fuerte y frecuente, desnudez con fines sexuales y abuso de drogas. No se recomienda a los menores de 17 años, sin la compañía de un mayor.                                   |
| NC-17 rating symbol      | NC-17 – Adults Only (solo adultos) Nadie de 17 años o menos admitido. Esta clasificación se otorga a las películas que presentan elementos maduros en tal profusión o intensidad que superan incluso la clasificación R. Ningún niño o adolescente es admitido.                                                                     |
|                          | NR - Not Rated (No clasificado) Esta película aún no tiene clasificación Reservado para avances o películas que no han sido clasificadas por la MPA. Una pantalla verde indica que el avance es apto para todo público, mientras que una roja es para audiencias maduras.                                                           |

## Acciones legales
La MPA ha realizado diversas acciones legales contra la mal llamada "piratería", como en la que en 2006 llevó a cabo contra Razorback 2, el servidor más importante de la red P2P e-Donkey2000 que albergaba alrededor de 1 millón de usuarios y manejaba más de 1.3 millones de conexiones simultáneamente, indexando más de 170 millones de archivos.
También ha denunciado a páginas webs que permiten la búsqueda de elinks, torrents y archivos NZB (para grupos de news).
En su acción contra la piratería, la MPA ha ejercido su influencia también en la ilegalización de páginas en las cuales se difunden partituras y tablaturas para instrumentos, con el consiguiente cierre de importantes webs como es el caso de Mxtabs.